# Die zehn Tage der Umkehr
Als die zehn Tage der Umkehr (hebräisch עשרת ימי תשובה Assereth Jemej Teschuwa) oder die zehn ehrfurchtsvollen Tage oder Jamim Noraim (dt.: ehrfurchtserweckende Tage) werden die Tage vom jüdischen Neujahrsfest Rosch ha-Schana bis zum Versöhnungstag Jom Kippur, eben die ersten zehn Tage des jüdischen Monats Tischri bezeichnet.
Der jüdischen Überlieferung zufolge werden alle Geschöpfe an Rosch ha-Schana gerichtet, da der erste Tischri der 6. Schöpfungstag war, an dem Adam und Eva erschaffen wurden, gesündigt haben und verurteilt und begnadigt wurden. Das göttliche Urteil wird an Rosch ha-Schana „eingeschrieben“ und an Jom Kippur, dem Tag der Buße, „gewogen“ und „besiegelt“. Wer vor Rosch ha-Schana noch nicht vollständig zu Teschuwa (Umkehr) gelangt war und deshalb an Rosch ha-Schana ein schlechtes Urteil erhielt, kann dies in den zehn Tagen durch vollständige Reue und Umkehr in ein gutes Urteil verwandeln. Der Gruß an Jom Kippur lautet deshalb hebräisch גמר חתימה טובה gmar chatima tova, deutsch ‚möge deine Einschreibung (in das Buch des Lebens) gut abgeschlossen werden‘.
Die Umkehr kann durch Gebete am frühen Morgen, die sogenannten Slichot, durch Fasten, Wohltätigkeit oder Nachdenken über sich selbst erfolgen.